# 費根山
費根山（英語：Mount Fagan），是南極洲的山峰，位於南喬治亞島，海拔高度930米，由英國南極名稱諮詢委員會命名，以該國測量師命名，現時由英國海外領土管轄。